# Власова, Анастасия Николаевна
Анастасия Николаевна Власова (25 июня 1926, д. Милютино, Называевский район, Омский округ, Сибирский край — 24 июня 2014) — доярка совхоза «Урюпинский» Алексеевского района Целиноградской области, Казахская ССР. Герой Социалистического Труда (1971).

## Биография

### Жизнь
Родилась в 1926 году в деревне Милютино Называевского района Омского округа Сибирского края. Её отец Николай Осипович Власов был секретарем сельского Совета.
С 15 лет работала телятницей на милютинской ферме, в том числе в годы Великой Отечественной войны. В 1950-х годах она вместе с матерью и братом Анатолием переехала жить в Казахскую ССР в колхоз «Красное знамя», правление которого направило Анастасию на шестимесячные курсы трактористов. Там она работала механизатором, а позже птичницей. С 1963 года была дояркой на ферме Ерофеевского отделения совхоза «Урюпинский». В 1982 году она вышла на пенсию.

### Награды и звания
Анастасия Николаевна досрочно выполнила задания Восьмой пятилетки (1966—1970) и свои личные социалистические обязательства. Указом Президиума Верховного Совета СССР «О присвоении звания Героя социалистического Труда передовикам сельского хозяйства Казахской ССР» от 8 апреля 1971 года за выдающиеся успехи, достигнутые в развитии сельскохозяйственного производства и выполнении пятилетнего плана продажи государству продуктов земледелия и животноводства она удостоена звания Героя Социалистического Труда с вручением ордена Ленина и золотой медали «Серп и Молот». В октябре этого же года она была награждена серебряной медалью ВДНХ «За достигнутые успехи в развитии народного хозяйства в СССР». Животноводы совхоза избрали Анастасию Николаевну своим депутатом в районный Совет.

### Семья
Была замужем, вырастила троих детей, в том числе сына Геннадия Степановича Власова.